# Plesiochrysa invaria
Plesiochrysa invaria is een insect uit de familie van de gaasvliegen (Chrysopidae), die tot de orde netvleugeligen (Neuroptera) behoort. 
Plesiochrysa invaria is voor het eerst wetenschappelijk beschreven door Walker in 1853.